# Fidel Herráez
Fidel Herráez Vegas (28 de juliol del 1944, Àvila) és un sacerdot catòlic, teòleg i professor espanyol. El 14 de maig del 1996 fou consagrat bisbe i se li concedí el títol de la diòcesi de Cediae en ser designat auxiliar de Madrid. El 30 d'octubre del 2015 fou designat arquebisbe de Burgos.

## Carrera religiosa
Durant la seva joventut descobrí la seva vocació sacerdotal i el 1956 entrà al Seminari Conciliar de Madrid, on realitzà els estudis eclesiàstics, i fou ordenat sacerdot el 19 de maig del 1968. Alhora cursà el batxiller de teologia a la Universitat Pontifícia de Comillas. Tot seguit es traslladà a Itàlia, on entre el 1974 i el 1975 es llicencià i doctorà en teologia moral per la Universitat Pontifícia Lateranense.
Des del 1968 és consiliari de les Germandats del Treball de Madrid. També entre el 1968 i el 1972 fou formador, secretari i professor de llengües del Seminari Menor de Madrid, entre el 1977 i el 1980 fou consiliari de joves de les Germandats del Treball i Humanitats de Madrid, entre el 1977 i el 1995 fou professor de teologia moral a l'Institut Superior de Ciències Religioses i Catequistes. Durant aquests anys inicià el seu ministeri sacerdotal exercint com a capellà. Entre el 1979 i el 1996 fou delegat d'ensenyament de Madrid i entre el 1983 i el 1995 fou secretari tècnic de l'arxidiòcesi de Madrid per a les relacions amb l'autonomia en l'ensenyament. D'altra banda, entre el 1986 i el 1995 fou vicepresident del Consell Diocesà i representant dels delegats diocesans d'ensenyament al Consell General de l'Educació Catòlica. Entre el 1993 i el 1998 presidí el Fòrum Europeu sobre l'ensenyament de la religió.

### Bisbe
Posteriorment, des del dia 29 de juny del 1996, el papa Joan Pau II el nomenà bisbe titular de Cediae en successió de Mario Eusebio Mestril Vega i també auxiliar de Madrid. Rebé l'ordenació episcopal el 14 de maig d'aquell any, a la Catedral de l'Almudena, de mans d'Antonio María Rouco Varela i com a co-consagrant Lajos Kada i Ángel Suquía Goicoechea.
Des del 1996 fou membre de la Conferència Episcopal Espanyola i entre el 2012 i el 2016 fou consiliari nacional de l'Asociación Católica Nacional de Propagandistas.